# Alliance internationale pour la mémoire de l'Holocauste
L'Alliance internationale pour la mémoire de l'Holocauste (International Holocaust Remembrance Alliance, IHRA) est une organisation intergouvernementale fondée en 1998 ; elle réunit des gouvernements et des experts pour « assurer le soutien gouvernemental envers l'éducation, la commémoration et la recherche sur l’Holocauste dans le monde entier » et pour faire respecter la Déclaration du Forum international de Stockholm sur l’Holocauste. 

## Histoire
Jusqu'en janvier 2013, l'IHRA s'appelait Task Force for International Cooperation on Holocaust Education, Remembrance, and Research. En 2023, l'IHRA compte 35 États membres.
L'Alliance est fondée en 1998 par le Premier ministre suédois Göran Persson. Du 25 au 28 janvier 2000 se tient le Forum international de Stockholm sur l’Holocauste, rassemblant des dirigeants et responsables politiques de haut niveau ainsi que des personnalités civiles et religieuses, des survivants, éducateurs et historiens. Le prix Nobel Elie Wiesel officie comme président honoraire du Forum et le professeur Yehuda Bauer y est le conseiller scientifique.
L'IHRA mène des projets en interne, s'efforce d'influencer les politiques publiques sur les questions relatives à la Shoah et développe des recherches sur les faits peu connus de la Shoah. 

## La définition opérationnelle de l’antisémitisme
Le 21 mai 2016, les 31 États membres d'alors de l'IHRA adoptent une « définition opérationnelle de l'antisémitisme »:

« L’antisémitisme est une certaine perception des Juifs qui peut se manifester par une haine à leur égard. Les manifestations rhétoriques et physiques de l’antisémitisme visent des individus juifs ou non et/ou leurs biens, des institutions communautaires et des lieux de culte. »

En juin 2023, 43 pays ont adopté cette définition. Cette définition de l'antisémitisme est aussi adoptée par le parlement français et dans des associations et universités aux États-Unis.
Parmi les 11 exemples d'actes antisémites proposés par l'IHRA à la suite de sa définition, 7 d’entre eux ont essentiellement trait à l’État d’Israël, et notamment « le refus du droit à l’autodétermination des Juifs, en affirmant par exemple que l’existence de l’État d’Israël est le fruit d’une entreprise raciste », ce qui est critiqué comme entretenant une confusion entre antisémitisme et antisionisme,,. 
Elle a donné lieu à une réponse sous la forme de la « Déclaration de Jérusalem sur l'antisémitisme », élaborée en 2020 par un groupe de spécialistes de l’histoire de l’Holocauste, des études juives et des études sur le Moyen-Orient, issus du milieu universitaire et du monde de la recherche,. Elle signée par 350 personnalités du monde académique (mai 2023).